# Via Appia
Via Appia byla nejdůležitější silnice starověkého Říma. Začínala za městskými hradbami Říma u městské brány Porta San Sebastiano a vedla v délce 195 km do města Capua v Kampánii, kde se napojovala na Via Latina. Sloužila jako obchodní cesta a zásobovací tepna pro armádu v boji proti Samnitům. V roce 2024 byly zachovalé fragmenty cesty (ale i doprovodné objekty, např. amfiteátry, akvadukty, mosty, lázně, vítězné oblouky) v regionech Lazio, Kampánie, Basilicata a Apulie zapsány na seznam světového dědictví UNESCO. 

## Historie
Její stavbu začal cenzor Appius Claudius Caecus v roce 312 př. n. l., po němž je pojmenována. 
V roce 71 př. n. l. zde bylo ukřižováno asi 6 000 zajatých povstalců po porážce Spartakova povstání. Později byla protažena až do přístavu Brundisium (dnešní Brindisi). Původní trasa vedla přes Benevent a Tarent do Brindisi. Císař Traján nechal roku 114 n. l. z Beneventu postavit další silnici (Via Appia Traiana) přes Bari, což zkrátilo cestu z Říma do Brindisi o jeden až dva dny.
Na přelomu 2. a 3. století bylo v Římě kolem této cesty zbudováno římskými papeži rozsáhlé pohřebiště tzv. Kalixtovy katakomby.
Od pozdní antiky docházelo k postupné degradaci silnice z důvodu nedostatečné údržby. Ještě roku 536 ji využil vojevůdce Belisar při bojích s Góty k postupu na Řím. Rozšiřování močálů v pozdější době znemožnilo používání severní části silnice, opuštění města Tres Tabernae znamenalo konečnou zkázu.

## Fotogalerie

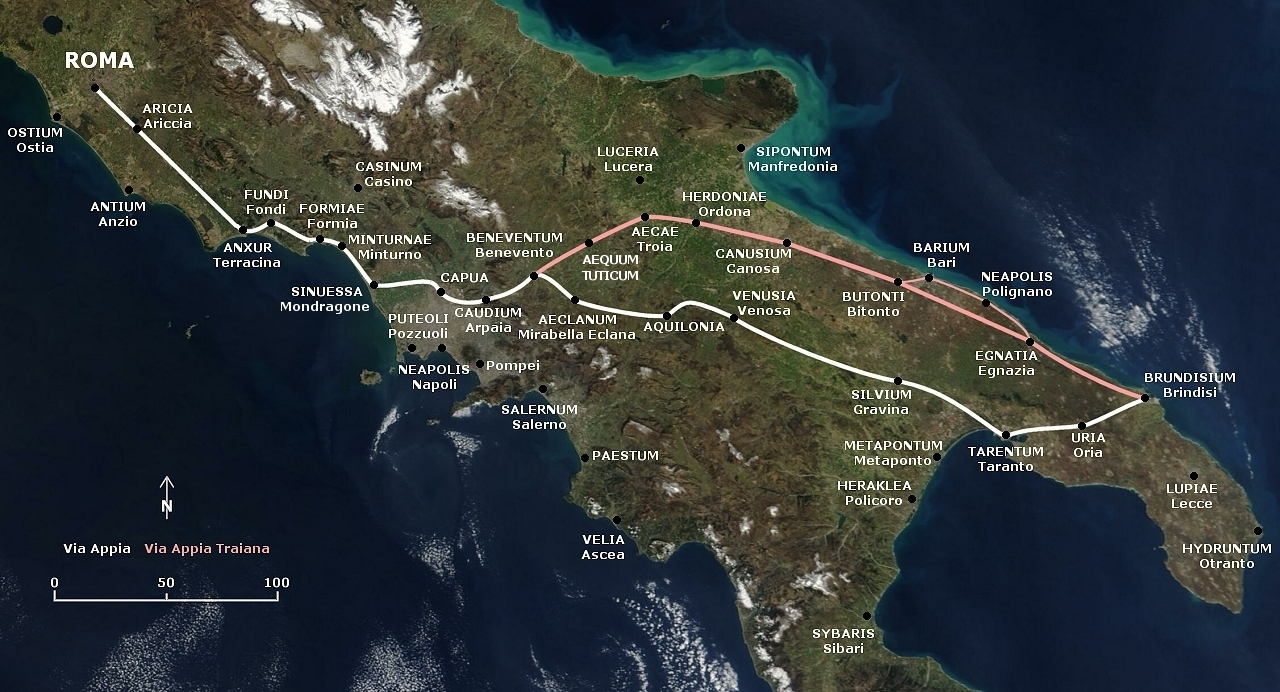
Průběh silnic Via Appia (bíle) a Via Appia Traiana (růžově)
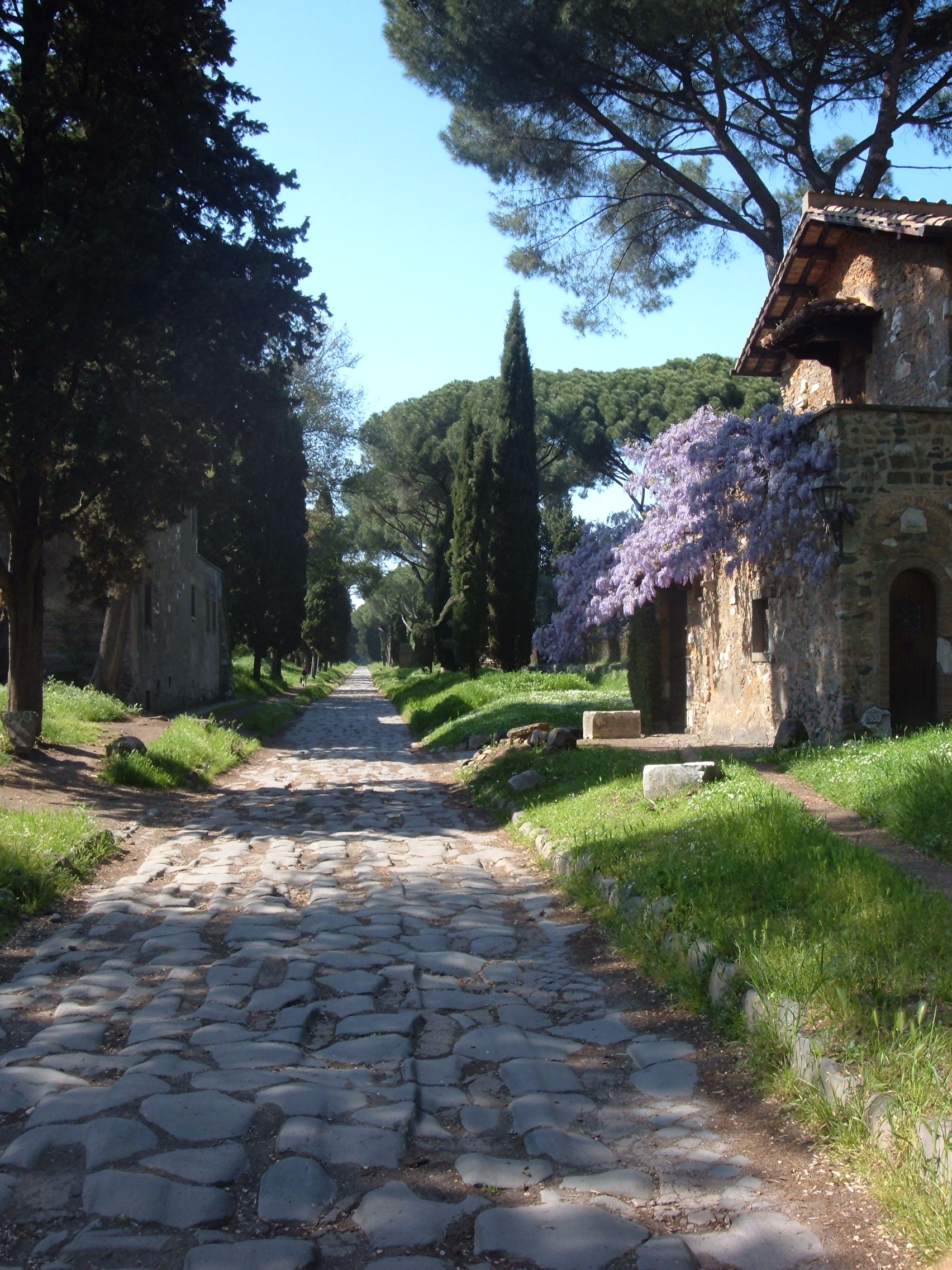
Zbytky Via Appia v Římě
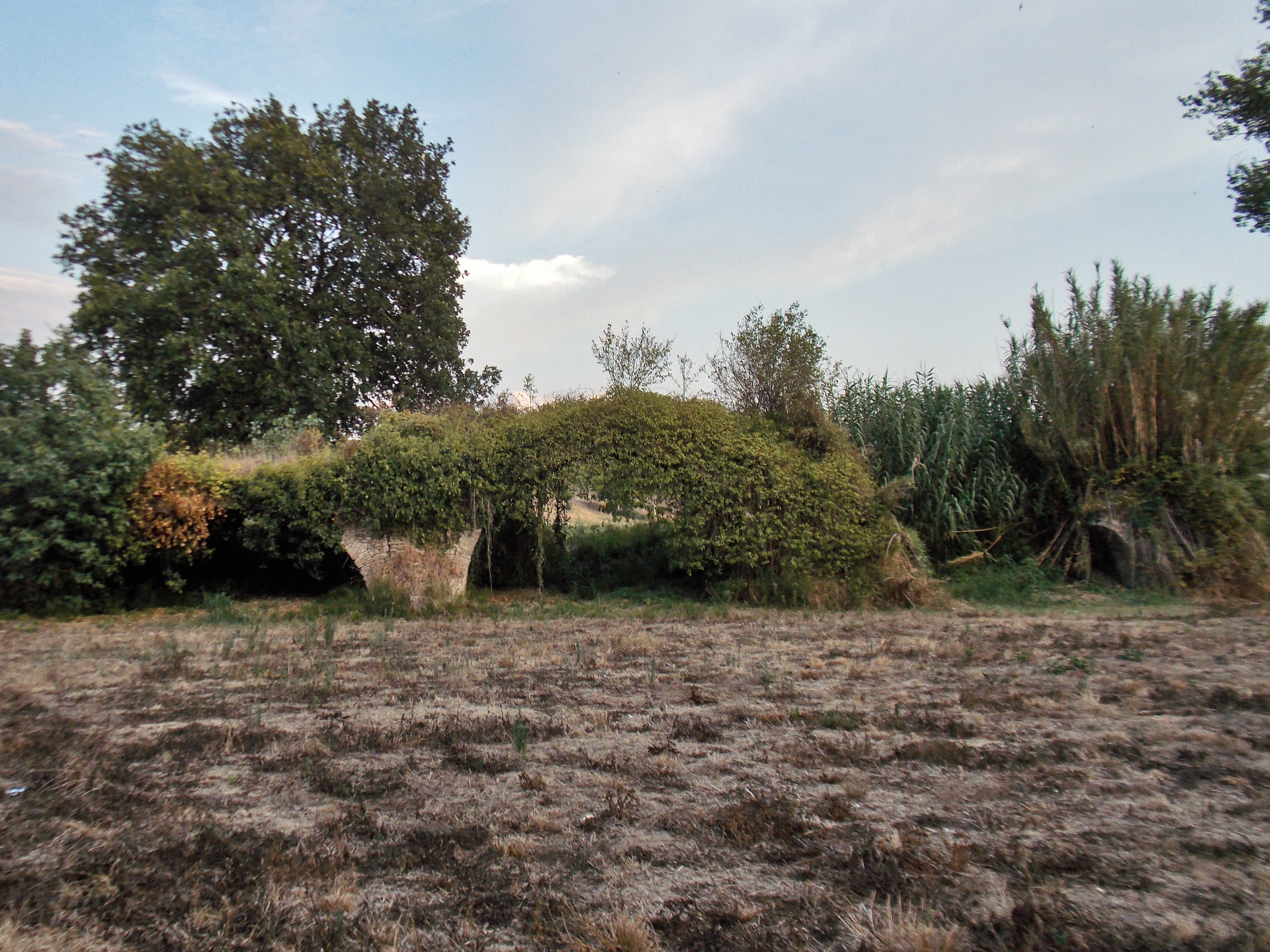
most Ponte Serretelle
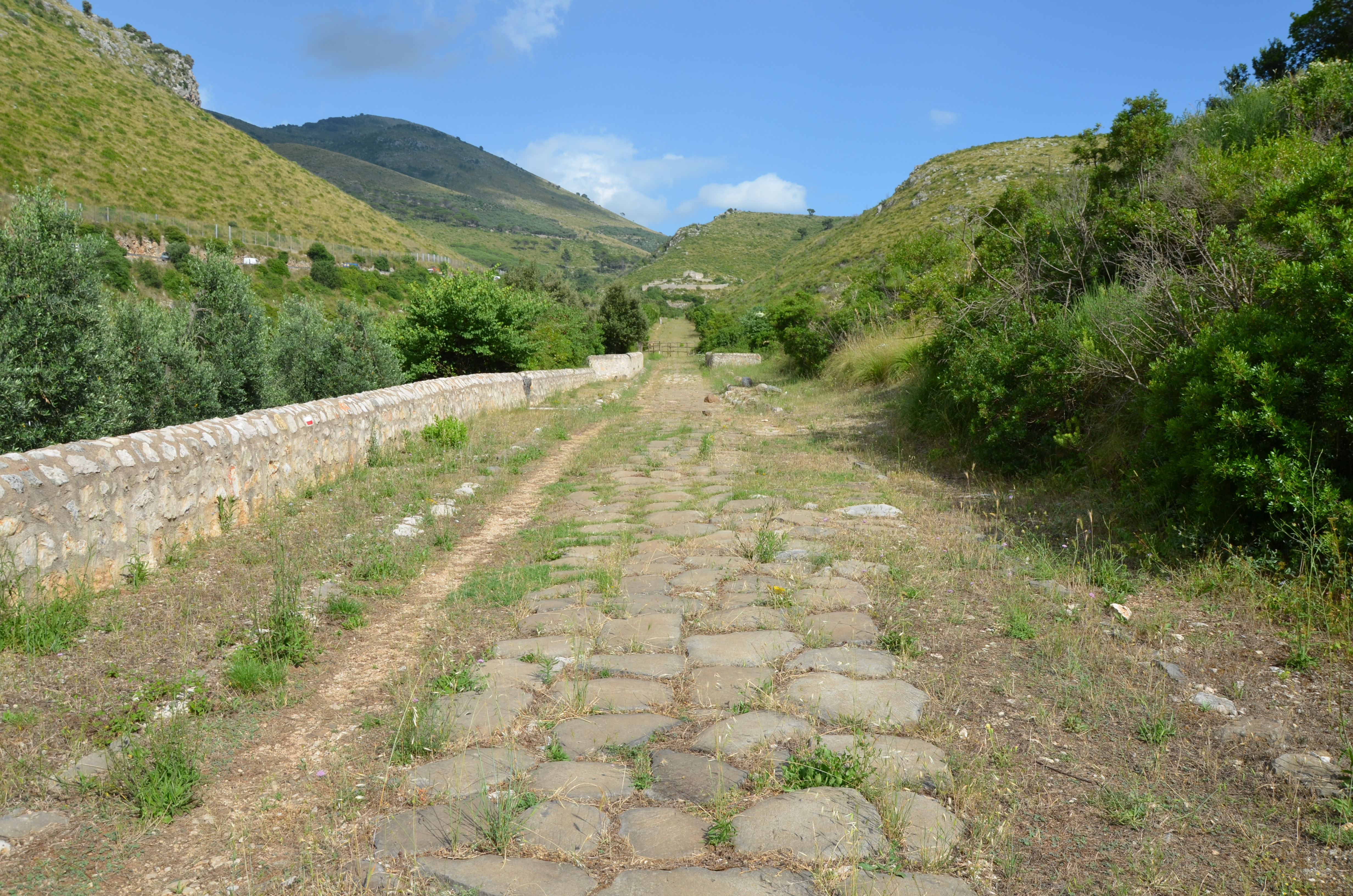